# Vlag van Merksem
De vlag van Merksem werd op 6 juli 2011 bij ministerieel besluit vastgesteld als de districtelijke vlag van de Antwerpse district Merksem.
Officieel wordt de vlag beschreven als:
Twee even hoge banen van blauw en van geel, met slippen aan de vlucht.
De kleuren van de vlag zijn afkomstig uit het gemeentewapen.
De vlag, zoals weergegeven in de editie van 5-6 februari 2011 van de Antwerpse populaire krant Gazet van Antwerpen, heeft twee even hoge banen van blauw en van geel, met slippen aan de vlucht.
Deze kleuren zijn afgeleid van het voormalige wapen en uiteindelijk van de Koninklijke Nederlandse kleuren. Ook de lokale bijnaam stroboeren wordt opgeroepen: blauwe lucht boven geel stro.

## Eerdere vlag
De vlag van de voormalige gemeente Merksem is twee even lange banen van blauw en van geel. De kleuren van de vlag zijn afkomstig op het gemeentewapen.

De vlag van de voormalige gemeente Merksem

In 1983 is Merksem opgegaan in de gemeente Antwerpen. De vlag is daardoor als gemeentevlag komen te vervallen.